# Berechenbare Folge
In der Berechenbarkeitstheorie, einem Teilgebiet der theoretischen Informatik und der mathematischen Logik, gibt es berechenbare Folgen.

## Definition
Eine Folge mit {\displaystyle a_{i}\in A,i\in B} heißt genau dann berechenbar, wenn es eine berechenbare Funktion {\displaystyle f\colon B\to A} gibt mit {\displaystyle f(i)=a_{i}}.